# 團結工聯
（發音：[sɔlidarnɔɕtɕ] ⓘ），全稱獨立自治工會“團結”（Niezależny Samorządny Związek Zawodowy "Solidarność"），是波蘭的一个工會联合会，於1980年8月31日在格但斯克列寧造船廠（今格但斯克造船廠）成立，由萊赫·瓦文萨所領導，也是华沙条约签约国中第一个被国家认可的独立工会。主張非暴力的反抗模式。
1980年代，它通过天主教会接受美国，梵蒂冈等国家资金和设备的支持，同时将波蘭國內的右翼天主教徒与信奉天主教的工人、自由主义者、持民族主义立场的反苏人士及少数反波兰统一工人党的左翼人士結合，成為了一股強大的社會運動。
團結工聯的出現，對長期由波兰统一工人党一黨專政的波蘭來說是前所未見的，也是蘇聯集團國土內第一個獨立工會。巔峰時，團結工聯聯合了約一千萬名成員；1981年9月全国大会前，团结工会总人数达到950万，构成了波兰工人总人口的三分之一。波蘭政府为防止苏联干涉与政治动荡，曾於1981年至1983年實施戒嚴，隨後展開政治迫害；但波蘭統一工人黨政府的統治基礎不斷削弱，最終被迫開始与團結工聯所領導的反對勢力在波兰圆桌会议上對話，并於1989年6月4日進行了半自由的選舉。在這次有限的選舉中，波蘭統一工人黨候選人被徹底擊敗，同年8月底波兰形成了團結工聯所領導的聯合政府；很快社会主义性质的波兰人民共和国政权便被廢除，取而代之的是资本主义民主政治的波蘭共和國；萊赫·瓦文萨在1990年12月的總統選舉當選，成為波蘭首位民選總統。團結工聯的成功事蹟引來其他苏东集团國家的各種反對團體效仿，最後導致東歐的社会主义政權相继垮台，间接促使了1990年代初的苏联解体。
1989年波蘭人民共和國政權倒台後，團結工聯轉變為一般傳統的工會，自1990年代以來也較少在政治舞台作出影響。1996年，一個以政治為主、代表右翼的團結工聯選舉行動成立；團結工聯選舉行動贏得了1997年大選，卻輸掉了2001年大選，不少成員其後轉移至法律與公正黨及公民綱領黨。虽然目前團結工聯已經很少對現代波蘭的政治作出影響了，但组织至今依然运作。

## 歷史
波蘭統一工人黨執政，長期採取強硬的專制主義，曾在1970年以機關槍掃射鎮壓抗議行動（殺害數十人，並造成上千人受傷）。而之前其他東歐社會主義國家的類似行動（如1956年匈牙利十月事件和1968年布拉格之春）也都因為蘇聯的武裝干涉而告失敗。團結工聯於1980年出現後在波蘭國內持續存在，通過天主教會接受美國等國家資金和設備的支持，反对执政党的意识形态，也影響歐洲的其他社會主義國家。
萊赫·瓦文薩和其他人組成了廣泛的反蘇聯社會運動，包括天主教會有關者與反蘇左派成員。波蘭民族主義者與自由主義者在1980年代的團結工會中發揮了重要作用。1981年9月，團結工聯的第一屆全國會議選舉瓦文薩為波蘭總統，並通過了共和黨自治綱領。政府試圖通過1981年的戒嚴法和數年的鎮壓來摧毀工會，但最終政府不得不開始與工會進行談判。
政府與團結工聯領導的反對派舉行的圓桌會議導致1989年6月4日舉行了半自由選舉。8月底，由團結工聯領導的聯合政府成立。自1989年以來，團結工聯已轉型成一個更傳統的工會。

## 前身

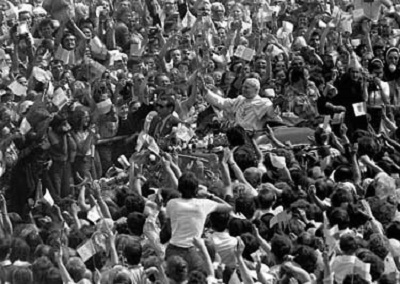
教宗若望保祿二世於1979年以教宗身分首次造訪波蘭，獲得上百萬人歡迎。

促成團結工聯最初的成功、以及其他類似的反對運動在1970年代和1980年代的成功的主要原因，在於蘇聯式社會由於士氣低迷而陷入的內部危機，更由於冷戰的壓力和經濟上的匱乏情況（被稱為短缺經濟）而進一步惡化。波蘭的經濟在波蘭統一工人黨第一書記愛德華·吉瑞克的領導下曾於1970年代初期相當繁榮，但從1975年開始便由於外債高漲而陷入蕭條。第一場罷工在1976年6月於拉多姆和乌尔苏斯展開，在他們被政府鎮壓後，勞工運動受到反對派知識份子的支持，當中許多人來自稍早在1976年成立的勞工保護委員會。1977年勞工保護委員會重新命名為社會自衛委員會。
1978年10月16日，波蘭出生的嘉祿·沃伊蒂瓦被選為教宗若望保禄二世，一年後他造訪波蘭，吸引上百萬波蘭民眾朝聖，教宗呼籲尊重波蘭的傳統，並強調自由和人權的重要，同時他也反對暴力的行為。

## 早期罷工
罷工運動並沒有在問題浮現後就迅速爆發，而是在政府和經濟狀況的困境超過了十年才產生的。
在1980年7月，愛德華·吉瑞克的政府面臨了經濟危機，決定在減緩工資的同時也提升物價。馬上引起了一波佔領工廠的罷工行動。儘管罷工運動並沒有協調指揮的中樞，勞工們發展了一種情報網路來散佈他們抗爭的新聞。原先在1976年由一群反對派成立以替受害勞工提供支援的勞工保護委員會，將主要產業裡的激進派勞工組織了起來。在格但斯克的列寧造船廠，一位起重機操作員、同時也是知名勞工運動領袖的安娜·瓦倫第諾維茨（Anna Walentynowicz）被解雇，激怒了其他的勞工，成為引燃罷工運動的火花。
在勞工保護委員會成員的組織下，造船廠勞工們於8月16日展開罷工。之前於1976年遭開除的電工技師莱赫·瓦文萨在8月14日11:00抵達造船廠，領導罷工行動。罷工委員會要求重新雇用安娜·瓦倫第諾維茨和莱赫·瓦文萨，勞工們還建立了一座紀念碑以紀念之前1970年抗議中的犧牲者，並要求保障勞工的權利和提出其他社會要求。
雖然在政府的檢查制度下媒體極少提起“在格但斯克發生的勞工騷亂”並且切斷了所有從海岸連往內陸的電話線，但罷工的消息藉由自由欧洲电台的傳播散佈至铁幕國家，並藉著地下的出版刊物和小道傳聞將團結工聯運動的消息迅速的傳遍整個波蘭。

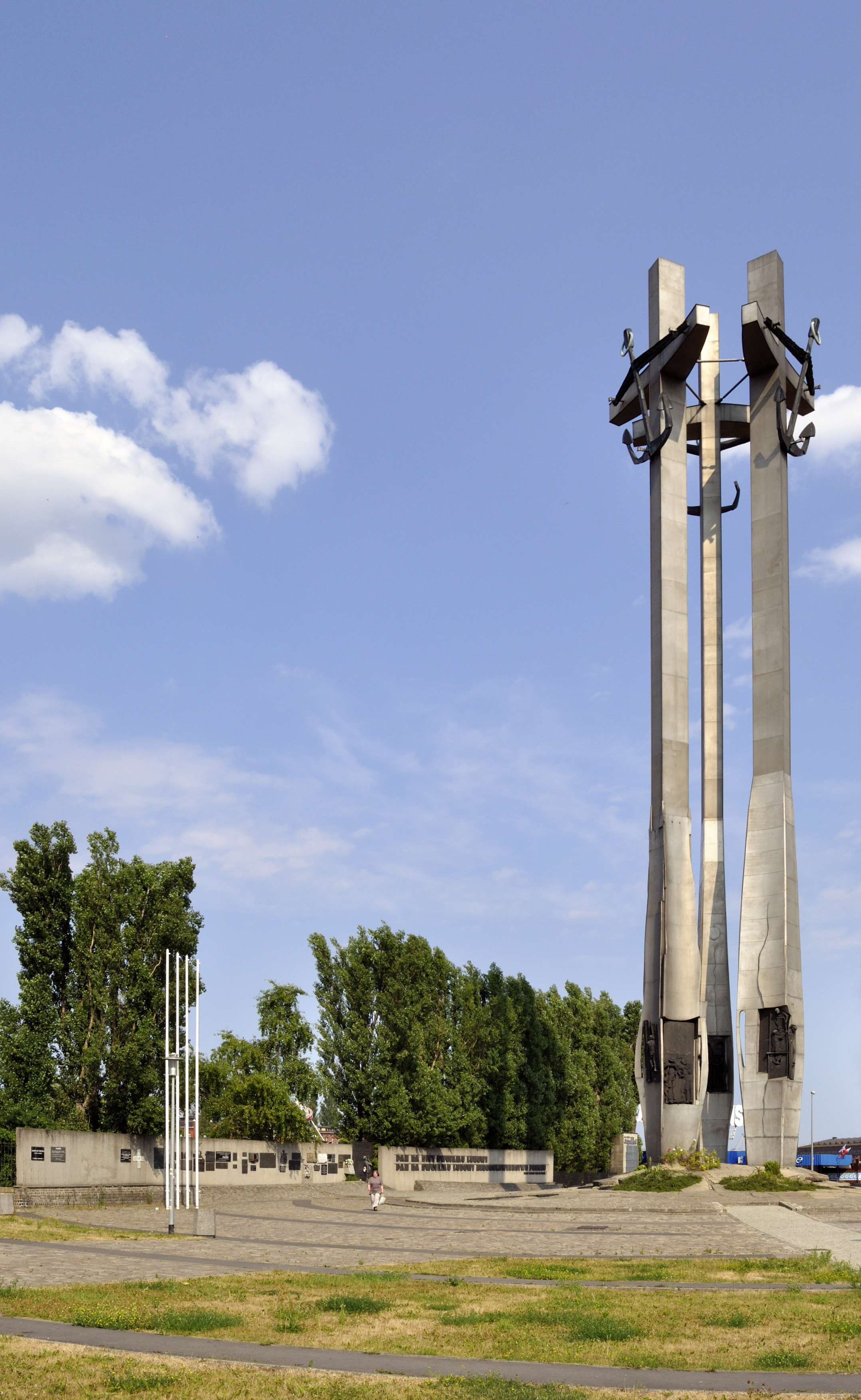
在格但斯克協議後，紀念1970年鎮壓中遇難造船廠勞工的紀念碑也完工了，在1980年12月16日揭幕。

在8月16日其他罷工委員會的代表抵達了造船廠，一起組織了以莱赫·瓦文萨為領導的企業間罷工委員會。8月17日一名神父Henryk Jankowski在造船廠大門前替勞工們做了彌撒。到了21日勞工們提出了21項要求的清單，所有要求都只是簡單的針對當地的問題。清單上首先要求創建一個新的而獨立的工會，接著要求放寬檢查制度、擁有罷工的權利、作宗教禮拜的權利，並要求釋放政治囚犯和改進公共醫療服務。隔天勞工保護委員會的知識份子代表抵達造船廠，宣稱將協助進行談判。同時，由雅塞克·卡茲馬爾斯基所寫的抗議歌曲“牆壁”（Mury）也在勞工間廣為流傳。
在8月14日什切青造船廠也加入了罷工。罷工運動沿著海岸迅速擴展，關閉港口並造成經濟活動停止。在勞工保護委員會的的激進份子和許多知識份子的協助下，勞工開始佔領各式各樣的工廠，從採礦場至造船廠。在幾天之內，200座工廠加入了罷工，到了8月21日整個波蘭都受到了罷工的影響，從沿海城市的造船廠到西里西亞工業區的採礦場都陷入停頓。越來越多新的工會成立並且加入罷工聯盟。到整場罷工潮結束時，罷工委員會已經組織了超過600座工廠進行罷工，遍及全波蘭。
由於受到廣泛的群眾和其他罷工團體的支持，以及國際性的媒體關注和支持，格但斯克的工人們繼續罷工直到政府答應他們的要求為止。在8月21日由雅蓋爾斯基為代表的政府委員會(Komisja Rządowa）抵達格但斯克，另一個以卡齐米日·巴尔奇科夫斯基為代表的委員會也被派遣至什切青。在8月30日和31日及9月3日代表勞工的工會與政府簽下協議，正式接受許多勞工的要求，包括罷工的權利在內，這個協議被稱為格但斯克协议。協議也包括了工會的議題，允許人民在社会主義的政治架構內進行民主改變，這被視為是打破统一工人党一黨專政的第一個階段。勞工們主要關心的是建立一個不受共產黨控制、並擁有合法罷工權利的獨立工會組織，建立這種工會將能清楚代表勞工們的意見。格但斯克的另一項影響是使得愛德華·吉瑞克在1980年9月被解除職務，改由斯坦尼斯瓦夫·卡尼亞取代其成為第一書記（最高領導人）。
由於罷工行動的勝利，包括列赫·華勒沙在內的勞工代表們於9月17日組成了一個全國性的工會，團結工聯就此誕生。這個名稱是由Karol Modzelewski所提議的，而著名的標誌則是由Jerzy Janiszewski所設計的，這個標誌在各種團結工聯的海報上出現。在1980年12月由勞工們建立的遇難造船廠勞工紀念碑揭幕。在1981年1月15日，包括列赫·瓦文薩在內的團結工聯代表團前往羅馬和若望保禄二世會面。在9月5日至10日之間，展開了第一次團結工聯的全國性代表大會，9月26日至10月7日莱赫·瓦文萨當選了主席。

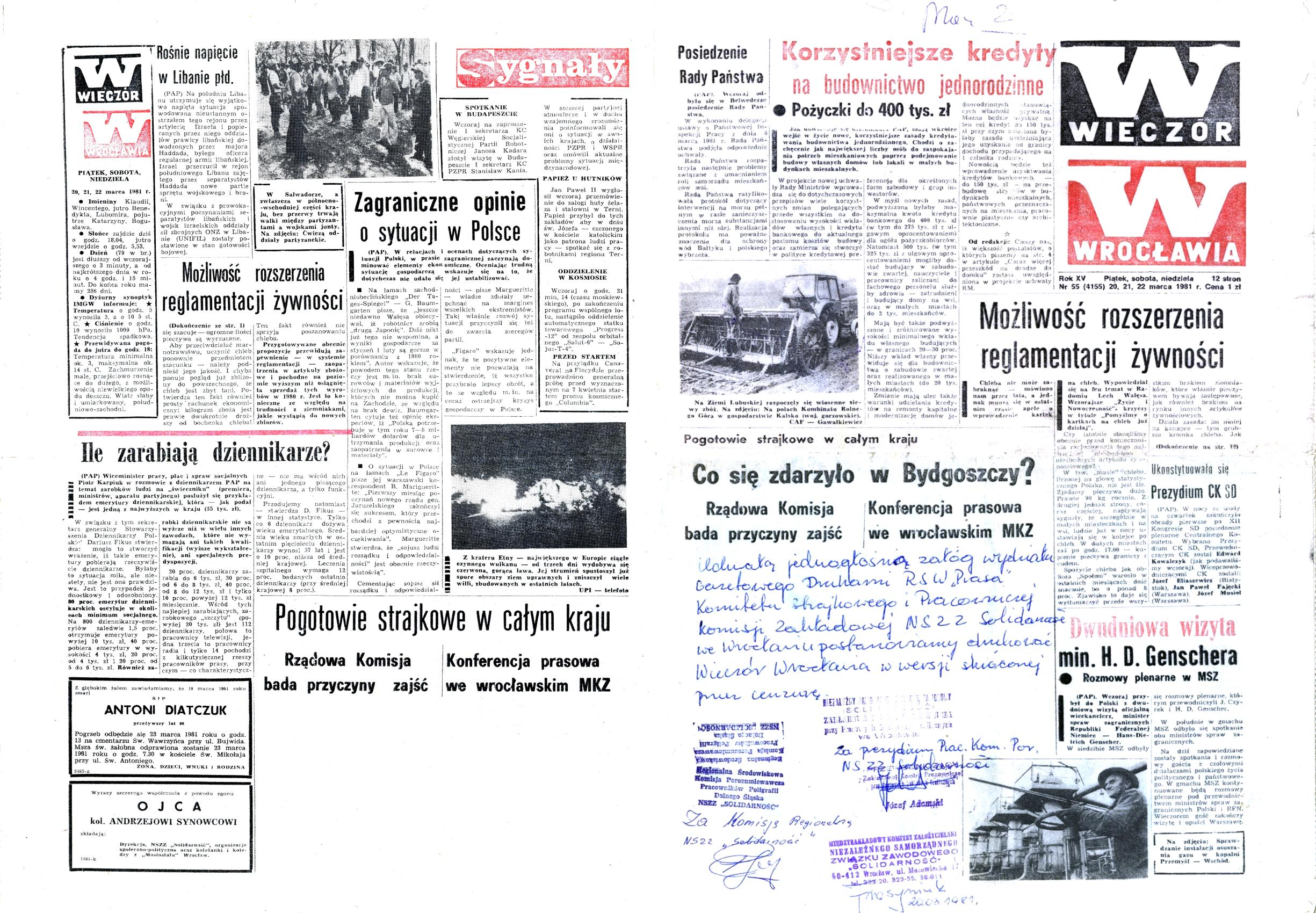
Wieczór Wrocławia" - 波蘭弗罗茨瓦夫的日報，1981年3月20-21-21的版本，在檢查制度介入首頁和最後一頁標題為“在比得哥什鎮發生什麼事了？-整個國家都陷入罷工了嗎？”（原文：“Co zdarzyło się w Bydgoszczy? - Pogotowie strajkowe w całym kraju”。印刷房的勞工們決定自行印製這份報紙，以避開檢查制度的更改。

在此同時團結工聯也由單純的工會轉變為一個社會運動。在接下來500天內，由於格但斯克的協議，九百萬至一千萬勞工、知識份子和學生加入了團結工聯或其附屬團體（例如在1980年9月成立的獨立學生聯盟、或是在1981年5月成立的農夫工會農業團結工聯）這是第一次、也是僅有的一次在一個國家裡有四分之一人口自願地加入了某個組織的歷史紀錄。一年後，1981年10月16日，團結工聯的綱領如此說道：“歷史告訴我們，沒有自由便沒有麵包。而我們心裡有的不只是麵包、奶油和臘腸，還有正義、民主、真理、合法性、人性尊嚴、信念的自由以及對共和國的改革。”
運用罷工和其他抗議行動，團結工聯試著逼迫政府改變政策。同時團結工聯也謹慎著不使用任何暴力，以避免政府獲得任何藉口動用保安部隊。3月19日發生了27名團結工聯成員於比得哥什被毆打的事件後，團結工聯在3月27日發動了一次4小時的全國性罷工，是歷史上東歐國家裡最大的一次罷工，癱瘓了整個波蘭並迫使政府答應展開針對這次毆打事件的調查。波蘭的共產黨—波兰统一工人党失去了它對整個國家的控制。同時團結工聯已經準備好與政府進行談判，但波蘭共產黨卻沒有把握要怎麼進行談判，只能頒布一些無意義的聲明並拖延時間。在逐漸惡化的社会主義短缺經濟以及不願與團結工聯談判的背景下，越來越明顯的是共產党政權的唯一選擇是展開對這次行動的鎮壓，否則只能面臨失去政權或是革命爆發的結局。在越來越緊繃的氣氛下，團結工聯在12月3日發表聲明，警告若是政府批准對異議人士進行鎮壓的命令，將會發動一次24小時的罷工，而若是這些鎮壓真的展開，團結工聯將會發動一次全國總罷工。

## 戒嚴
在格但斯克協議後，波蘭政府受到越來越多來自莫斯科的壓力，要求波蘭政府採取行動並鞏固其立場。斯坦尼斯瓦夫·卡尼亞被莫斯科視為太過於獨立自主，因此波蘭統一工人黨在1981年10月18日的中央委員會上將他排除為少數。卡尼亞失去了他第一書記的職位，由主張暴力政策的部長會議主席（即總理）兼國防部長雅魯泽爾斯基將軍所取代。
1981年12月13日，雅魯泽爾斯基開始取締團結工聯，頒布戒嚴令並建立救國軍事會議來取代正常政府機能。在格但斯克的團結工聯領導人被拘禁隔離並被嚴密看守著，數千名團結工聯的支持者在午夜被逮捕。在過程中也爆發了數百起罷工和佔領工廠的行動，主要在一些最大的工廠和西里西亞的採礦場，但他們很快被準軍事的鎮暴警察ZOMO部隊給平息。其中一次最大的抗議活動在1981年12月16日於乌耶克煤矿展開，政府部隊對抗議人群開火，殺害9人並造成21人受傷。隔天在格但斯克的抗議活動也導致政府部隊開火殺害1人並造成2人受傷。到12月28日罷工已經平息，而團結工聯表面上也似乎停止了活動。政府在1982年10月8日徹底非法化並禁止團結工聯。
在鐵幕以外的國際社會譴責雅魯泽爾斯基的行動並聲援團結工聯。美国总统罗纳德·里根對波蘭實行經濟制裁，並且由中央情报局提供資金給團結工聯的地下組織。波蘭民眾也依然支持著團結工聯。
戒嚴法在1983年7月正式解除，不過對於公民自由和政治生活的控制都更為嚴密了，食物定量配給也更為嚴格了，直到1980年代後期為止。

## 地下組織時代
1982年4月日比格涅夫·布紮克（Zbigniew Bujak）、鮑格丹·里斯（Bogdan Lis）、弗拉迪斯沃夫·弗拉澤尼烏克（Władysław Frasyniuk）和Władysław Hardek組織暫時協調委員會（Tymczasowa Komisja Koordynacyjna），以作為地下的團結工聯暫時的領導組織。在5月6日另一個地下的團結工聯組織（地區協調委員會NSSZ“S”-Regionalna Komisja Koordynacyjna NSZZ "S"）由伯格坦·鮑魯西維茨（Bogdan Borusewicz）、Aleksander Hall、Stanisław Jarosz、鮑格丹·里斯和Marian Świtek所創建。在6月戰鬥團結工聯也建立了。
在整個1980年代中旬，團結工聯一直是波蘭唯一的地下組織，由天主教會和中央情报局所支援。所有行動都為波蘭的秘密警察追捕，但他們仍然得以做出反擊：在1982年5月1日的一系列抗議活動中聚集了好幾千人（在格但斯克有幾千人）。示威運動在5月3日再度展開，以慶祝已被非法化的五三憲法紀念日。更多罷工在10月11日至13日展開，並在隔年5月再次展開。
莱赫·瓦文萨於1982年11月14日被釋放，但在12月9日波蘭秘密警察再次展開大規模的反團結工聯行為，逮捕超過10,000名團結工聯的激進份子。在12月27日所有團結工聯的財產都被政府轉移至由政府所創建的工會—全波蘭協議工會。
戒嚴法在1983年7月解除，政府對許多遭監禁的工會成員頒布了一次特赦令。更多團結工聯份子在1984年7月22日被釋放。10月5日莱赫·瓦文萨獲得了诺贝尔和平奖，但波蘭政府拒絕給他護照使他無法出國受獎；只能由他的妻子代為領獎。後來證實當時波蘭秘密警察準備許多偽造的檔案，以作為瓦文萨不道德和進行非法行動的證據，準備交給諾貝爾委員會以試圖取消瓦文萨的候選人身分。
1984年10月19日波蘭秘密警察的幹員謀殺了一名相當知名的團結工聯支持者，耶日·波比耶乌什科神父，在謀殺的真相暴露後，數千名團結工聯支持者參與了1984年11月3日他的葬禮。
地下組織“S”的幾個成員Frasyniuk、鮑格丹·里斯和亞當·米奇尼克在1985年2月13日被逮捕，在審判中他們希望與辯護律師商議的要求都被法官拒絕，並被宣判監禁好幾年。

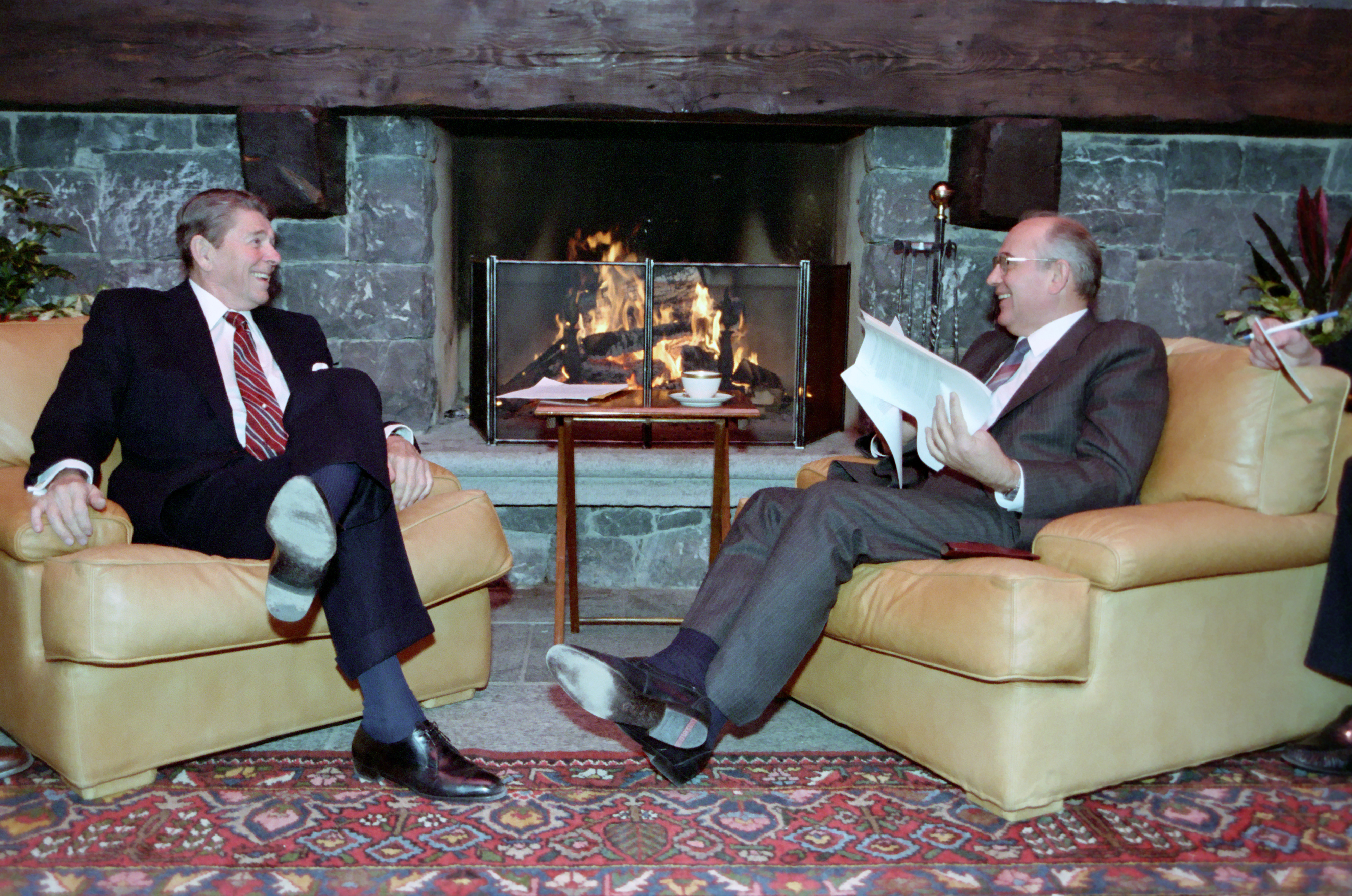
蘇聯共產黨總書記戈尔巴乔夫和美國總統隆納·雷根間的會面，標誌了東西方關係改善的開始。

1985年3月11日戈尔巴乔夫當選蘇聯共產黨中央委員會總書記上台執政，他代表了蘇聯國內新的一批希望改革的世代。包含蘇聯在內的東歐社会主义國家經濟情況越加惡化，迫使戈尔巴乔夫展開全面改革，不只是在經濟上，也是在政治和社會上。他的政策很快造成蘇聯卫星国的政治轉變，例如波蘭人民共和國，1986年9月11日，225名波蘭的政治犯被釋放。9月30日莱赫·瓦文萨創建了第一個公開的也是合法的團結工聯組織（自從戒嚴令頒布以來）—團結工聯暫時理事会（Tymczasowa Rada NSZZ Solidarność），與他一起的還有伯格坦·鮑魯西維茨、日比格涅夫·布紮克、弗拉迪斯沃夫·弗拉澤尼烏克、达‧积迪纳克、鮑格丹·里斯、Janusz Pałubicki和Józef Pinior，遍佈波蘭的許多團結工聯分會也陸續公開。1987年10月25日成立了NSZZ團結工聯國家執行委員會（Krajowa Komisja Wykonawcza NSZZ Solidarność）。
不過團結工聯的成員和行動份子雖然比起前幾年迫害較為輕微，但仍時常遭到迫害和差別待遇，而且工聯內部分裂為兩個派系，一派為以華勒沙為首希望與政府進行談判，另一派較為激進的派系則計畫進行反共產主義的暴力革命。

## 共產党政權垮台
到了1988年經濟狀況已經比8年前還要惡劣，國際間的制裁加上政府缺乏改革的意願使得既有的問題更加劇烈。無能的國有企業在计划经济上浪費勞力和資源，生產的產品質量低劣而又缺乏需求。由於國際的制裁和其產品的低劣品質，波蘭產品的出口量極低。也缺乏足夠的資本以對老舊工廠實行現代化，而短缺也造成商店門前大排長龍、和空蕩蕩的商品貨架。
總理米奇斯瓦夫·拉科夫斯基推行的改革開始的太晚、而且規模也太小，蘇聯國內的改革也使蘇聯無意繼續支撐他們的傀儡國家。
1988年4月21日開始一次新的罷工，從斯塔洛瓦沃拉的煉鋼廠展開。來自格但斯克造船廠的勞工於5月2日加入了罷工。這次罷工被政府於5月5日至5月10日鎮壓，但沒有完全停止。新的罷工於8月15日在亞斯琴別-茲德魯伊的一座採礦場再度展開。到8月20日罷工已經蔓延至其他採礦場，8月22日格但斯克造船廠也加入了罷工。波蘭政府這次決定與勞工展開談判。
8月26日，內務部長切斯瓦夫·基斯查克在電視上宣佈政府有意願進行談判，5天後他與莱赫·瓦文萨會面，罷工並在隔天結束。在10月30日舉行的一場華勒沙與苗多维奇（親政府的工會—全波蘭協議工會的領導人）的電視辯論中，瓦文萨藉由辯論贏得公共關係的勝利。
在12月18日一個有100名成員的公民委員會（Komitet Obywatelski）在團結工聯內成立。它是團結工聯內部因對政府的反對程度不同而產生的分歧之一，每個派系在反對政府的看法上都有所不同。以華勒沙和大多數團結工聯領導人為首的派系支持進行談判，不過仍有一些少數派系主張進行反共產主义的革命。無論如何，團結工聯在瓦文萨的領導下，決定追求以和平方式進行。而主張暴力革命的派系從來沒有獲得太大權力，也沒有採取過任何行動。
在1989年1月27日，以莱瓦文萨為首的反對團體代表團與基斯查克為首的政府代表團進行了圓桌會議，總共56人參加：20人來自團結工聯、6人來自全波蘭協議工會、14人來自波蘭統一工人黨、14人“獨立權威人士”以及2名神父。圓桌會議在華沙舉行，從1989年2月6日直到4月4日。以賈魯塞斯基將軍為首的波蘭共產黨人希望能吸收突出的反對派領袖加入統治階層，而無需變更現有的政治結構。在實際上，這場會議徹底改變了波蘭政府和社會的型態。
經過會議討論，團結工聯被正式合法化，新成立的團結工聯公民委員會也被允許參加即將到來的選舉。選舉法規定團結工聯可以推派35%議席的眾議院候選人，但並沒有限制參議院參選人的數量。宣傳活動得以在投票日之前合法進行。在5月8日第一份支持團結工聯的報紙《選舉日報》（Gazeta Wyborcza）開始發行，瓦文萨與其他候選人的宣傳海報傳遍全國。
在一次選舉前的民意測驗指出波蘭的共產党政府將會獲勝，但6月4日，也就是北京六四事件發生後數小時，第一回選舉結果顯然是團結工聯大獲全勝，取得眾議院161個議席中的160個，以及參議院99個議席中的92個。而第二回選舉團結工聯則贏得全部議席。這場選舉徹底擊敗了統一工人黨和其傀儡政黨，團結工聯不可思議的壓倒性勝利震驚全球。新的眾議院被團結工聯牢牢掌控。
在6月23日一個新的“團結工聯”公民國會俱樂部（Obywatelski Klub Parlamentarny "Solidarność）成立，由布羅尼斯瓦夫·葛萊米克領導的波蘭統一工人黨傀儡政黨：ZSL和SD也反叛了統一工人黨、加入這個新政黨，因為他們發現自己已經成為極少數了。在8月24日眾議院選出團結工聯的代表泰狄士·馬佐維耶茨基為部長會議主席。他是1945年以來第一個非共產黨的波蘭總理。到8月底以團結工聯為首的聯合政府形成了。

## 勝利之後
共產政權的结束標誌了波兰历史和團結工聯新的一章。在擊敗共產党政權後，團結工聯角色變的較不重要了，也不太能適應作為一個政黨的角色，很快團結工聯支持度開始降低。團結工聯內部各派系的衝突越演越烈。莱赫·瓦文萨被選為團結工聯主席，但他的支持度顯然逐漸下降。華勒沙在工聯內的主要對手、弗拉迪斯沃夫·弗拉澤尼烏克離開團結工聯。9月華勒沙宣布《選舉日報》沒有權力繼續使用團結工聯的標誌。接著華勒沙表示了參加1990年波蘭總統選舉的意願。12月華勒沙當選了總統，辭去了團結工聯主席的職位，也成為了第一個經由普選選出的波蘭總統。
1991年2月，馬利安·克薩克萊夫斯當選了團結工聯領導人。儘管瓦文萨擔任波蘭總統，他的政見和團結工聯新的領導階層產生了分歧。團結工聯不再支持他，反而越來越批評政府的表現，並決定成立一個新的政黨以參與1991年波蘭國會選舉。這次選舉有非常多政黨參與角逐，許多都自稱為反共產主義的代表，而NSZZ“團結工聯”只獲得了5%的選票。在1992年1月13日團結工聯宣布發起第一次針對民主政府的罷工：為期1個小時，以反對提升能源價格的政策。另一次為期2小時的罷工在12月14日展開。1993年5月19日團結工聯的代表對政府總理發起了不信任动议，動議通過了，但總統瓦文萨沒有接受總理的辭職，並解散了國會。
由於解散國會而在接下來1993年再度舉行的國會選舉中，顯現了團結工聯的支持度在經過3年後下降至何種地步。儘管許多團結工聯成員試圖與右翼政府劃清界線並採取較為左翼的姿態，但團結工聯仍被視為是與政府同一路線的團體，支持度持續下跌。由於國家從社会主义制度轉變為資本主義制度的陣痛期中無法立刻提升財富和生活水平，對經濟的震盪療法也遭遇越來越多反對。團結工聯只獲得4.9%的選票，距離進入國會所需的5%門檻還相差0.1%（團結工聯還有9個參議院議席，比之前減少2席），勝利的政黨則是民主左派聯盟，前身是波蘭統一工人黨（共產黨），該黨與波蘭人民黨組建聯合政府。
相當諷刺的轉變是，團結工聯加入了之前的敵人—全波蘭協議工會，許多抗議者也是由兩個工會所共同組織的。在接下來一年裡，團結工聯組織了幾次罷工以抗議波蘭採礦產業的勞工處境。1995年一次在波蘭國會門口發動的抗議遭到警方驅離，只不過使用的是警棍和強力水柱、而不是真槍實彈了。團結工聯決定在1995年波蘭總統選舉中支持華勒沙，但這場選舉成為民主左派聯盟第二次勝利，亞歷山大·克瓦希涅夫斯基以51.72%的選票當選總統。團結工聯呼籲進行第二次選舉的，但並沒有引起太多人注意。不過眾議院仍然成功通過一項譴責1981年戒嚴法的動議（儘管民主左派聯盟反對之）。同時，左翼的全波蘭協議工會擁有250萬名成員，超過了現在團結工聯成員的2倍（130萬名成員）。
1996年6月，團結工聯選舉行動（Akcja Wyborcza Solidarność, AWS）成立，由超過30個右翼政黨組成，聯合了自由派、保守派和基督教民主主義的力量。在1997年波蘭國會選舉中獲勝，耶日·布泽克成為總理。不過，在許多有關改革的國內爭議，以及是否在1999年加入北約、和是否加入歐盟等爭議，加上黨內的內鬥以及貪污的醜聞，使得AWS失去了大量民意支持。AWS的領導人馬利安·克薩克萊夫斯輸掉了2000年的總統選舉，而2001年的國會選舉AWS甚至連1席議席都沒有拿下。支持者轉移至法律與公正黨及公民綱領黨。

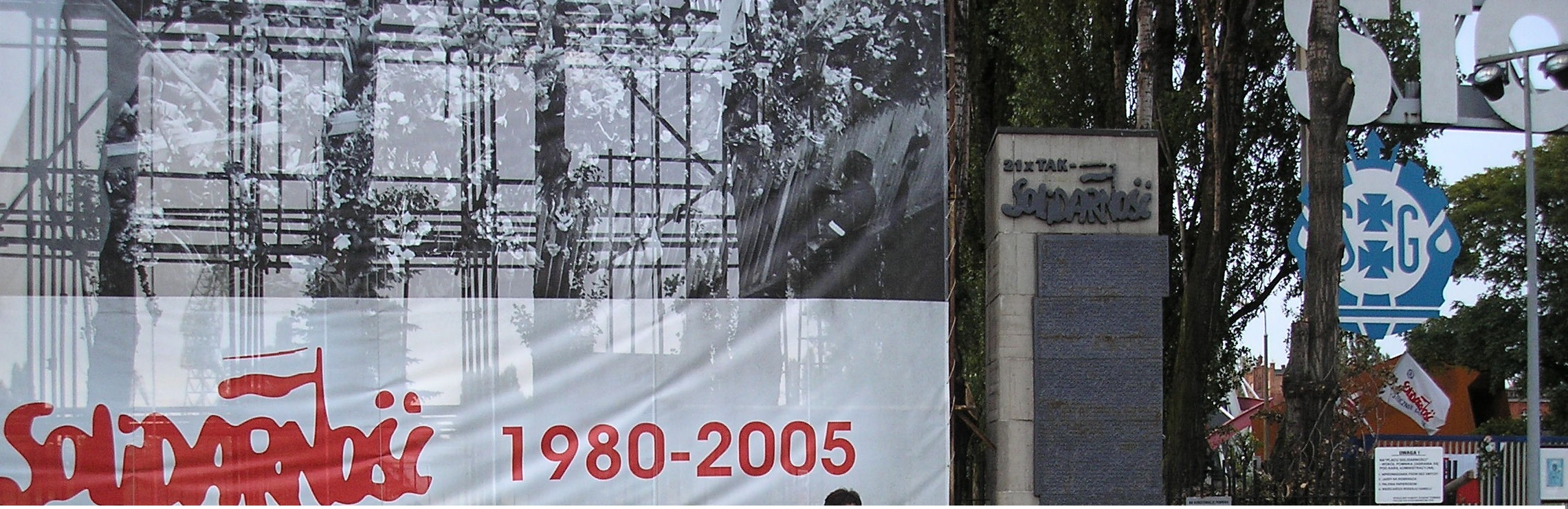
格但斯克，團結工聯25週年紀念日，2005年夏季。

目前團結工聯有150萬成員，但政治上的影響力極小。在團結工聯的战略计划上宣稱道：“（團結工聯）...以基督徒倫理和天主教社會訓導來作為行動基礎，領導保護勞工利益的行動，並滿足勞工在物質、社會和文化上的抱負。”
团结工会在2017年支持了一项提案，要求实施蓝法以禁止周日购物，这一行动得到了波兰主教的支持。2018年，新的波兰法律几乎禁止了周日的所有交易，自《自由购物法》被引入以来，大型超市和大多数其他零售商首次关闭。

## 國外影響
團結工聯的勝利導致一系列在中歐和東歐的和平反共主义運動的勝利，被稱為顏色革命。團結工聯的成功經驗不斷的以各種形式被其他東歐社会主义國家的反對團體所重複，最後導致東歐集團的解散，以及1991年苏联解体。

## 外部連結
- 團結工聯的官方網站（页面存档备份，存于）
- 美国梵蒂冈“神圣同盟”内幕——瓦解东欧之路波兰[永久]
- Presentation The Solidarity Phenomenon (PL, EN, DE, FR, ES, RU)
- Solidarity 25th Anniversairy Press Center
- International Conference 'From Solidarity to Freedom'
- Advice for East German propagandists on how to deal with the Solidarity movement （页面存档备份，存于）
- 團結工聯的誕生 在 BBC （页面存档备份，存于）
- Solidarity, Freedom and Economical Crisis in Poland, 1980-81
- The rise of Solidarnosc （页面存档备份，存于）, Colin Barker, 國際社會主義, Issue: 108
- （波兰語） Solidarity Center Foundation - Fundacja Centrum Solidarności （页面存档备份，存于）

## 延伸閱讀
- 刘彦顺. . 中国北京: 世界知识出版社. 2016-7. ISBN 9787501252299.
- Staniszkis, Jadwiga. . Princeton University Press. 1984.
- Eringer, Robert. . Dodd Mead. 1982. ISBN 0396080650.
- Kenney, Patrick. . Zed Books Ltd. 2006. ISBN 1842776622.
- Osa, Maryjane. . University of Minnesota Press. 2003. ISBN 0816638748.
- Ost, David.  (ebook). Cornell University Press. 2005  [2021-01-19]. ISBN 0801443180. （原始内容存档于2015-03-21）.
- Penn, Shana. . University of Michigan Press. 2005. ISBN 0472113852.
- Perdue, William D. . Praeger/Greenwood. 1995. ISBN 0275952959.
- 若望保祿二世. . Libreria Editrice Vaticana. 2003-05-19  [2021-01-19]. （原始内容存档于2013-10-01）.